# Sundayカミデ

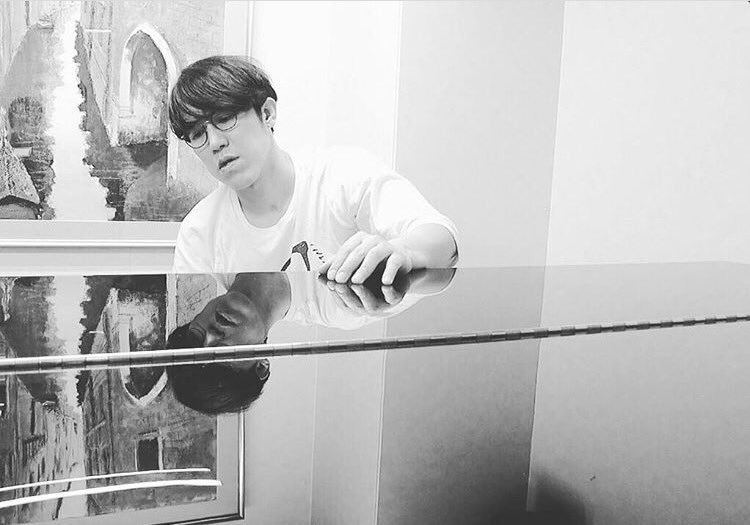

Sundayカミデ（サンデーカミデ）はミュージシャン。大阪府出身。OSAKAUNDERGROUNDのPOPMAKERでありワンダフルボーイズのボーカル。 「君が誰かの彼女になりくさっても」の作詞作曲ほか、アーティストへの楽曲提供やプロデュースを手掛ける。ソロとしてピアノ弾語りLIVEを中心に活動。

## 経歴
大阪府大東市出身。西山短期大学卒業、花園大学退学。
学生時代はラグビー部に所属していた。
1997年から音楽活動開始。
2000年に大阪で「A.S.P」を結成。
2004年、「BOWLING No.9」結成。
2006年、「しゃかりきコロンブス。」結成。2010年、「しゃかりきコロンブス。」から「ワンダフルボーイズ」へ改名。
2013年、奇妙礼太郎、テシマコージ（奇妙礼太郎トラベルスイング楽団）と「天才バンド」を結成。
2015年、ワーナーミュージック・ジャパン内のunBORDEから天才バンドがメジャーデビュー。
2018年、やついいちろうとユニット、ライトガールズを結成。ゲストを多数迎えた1stアルバム『円山町ロマンチック通り』をリリース。
2019年4月、ワンダフルボーイズとしてビクターエンタテインメントからメジャーデビューアルバム『We are all』をリリース。
2020年3月、ビクターエンタテインメントからソロデビュー。
ソロデビューシングル「僕の才能」をデジタルリリース。人生4度目となるメジャーデビューを果たす。

## ディスコグラフィ

### Sundayカミデ
- MY NAME IS!!!（2013年9月4日）
- ピアノKISS!!!（2015年3月7日）
- 僕の才能(2020年3月18日）
- I think feat.チプルソ 奇妙礼太郎　Sundayカミデ(2021年)
- そのまま僕らは旅に出る(2023年9月13日）
- St. and night(2023年9月27日）
- Life is so sweet(2023年10月11日）

### ワンダフルボーイズ
- ビューティビューティビューティフルグッバイ（2012年）
- スローリースローリースローリーナイト（2013年）
- ラブリーラブリーラブストーリー（2014年）
- Music Music Music レボリューション!!!（2015年)
- ロックロックロックジェネレーション（会場限定盤/2017年）
- ロックロックロックジェネレーションSUPERVERSION!!!（2017年）
- We are all (2019年)
- Like me (2020年)
- NICE PLACE (2021年)
- Un wind (2021年)
- 77億のLove (2021年)
- spring summer set feat. AFRA (2023年)

### Wonderful Orchestra Band
- The answer to the trip （2022年）

### ライトガールズ
- 円山町ロマンチック通り（2018年）
- LOVE IS WORLD (2019年）
- Like this music(2021年)
- FESTA(2021年)
- Light X'mas(2021年)
- SHARE（2022年)

### 天才バンド
- アインとシュタイン（2014年）
- アリスとテレス（2015年）
- ロミオとジュリエット（2017年）

### しゃかりコロンブス。
- 君が誰かの彼女になりくさっても（2009年）

### BOWLING No.9
- Rainbow Magic(2005年）

### A.S.P
- Associate Social Piano（2002年）
- マラカシェイクスイーツ（2004年）
- Retro Future Jazz（2006年）
- GOLDEN SUNRIZE（2008年）

### Love sofa compilation （VA）
- Love sofa compilation（2002年）
- Love sofa compilation2（2005年）
- Love sofa compilation3（2012年）

## 執筆
- 書下ろし小説「あし」（2013年）
- 質問集「question」（2017年）
- 質問集「question2」（2018年）
- エッセイ集「話」（2019年）
- ファンタジー小説「MCサマー」（2022年）

Sundayカミデ members site「RED DEVILS CLUB」にて不定期連載中
- MCサマー（2021年3月）
- fire fly〜真夜中の3時〜（2022年1月)
- それはミカちゃん（2022年3月)
- 手紙（2022年4月)
- NICE TRIP(2022年5月)
- カフェにて（2022年6月)
- 家族（2022年9月)
- history（2022年11月)
- タクシー（2023年2月）
- 13歳のSF（2023年3月）

## 楽曲提供
- 赤マルダッシュ⭐︎「食べて、笑って、生きていく。」作詞・作曲（Single/2014年）
- BAGDAD CAFE THE Trench Town「THIS WAY」作詞・作曲（Album「EVERLONG」収録/2014年）
- 夏の魔物「ダーリン no cry」作詞・作曲（Single/2016年）
- ゆるめるモ!「永遠のmy boy」作詞・作曲（Mini Album「ディスコサイケデリカ」収録/2017年）
- 上野優華「I WILL LOVE」作詞／作曲（Single/2018年）

## プロデュース
- あいみょん
  - 「青春と青春と青春」サウンドプロデュース担当（Single「君はロックを聴かない」収録/2017年）
  - 「ふたりの世界」「ジェニファー」サウンドプロデュース担当（Album「青春のエキサイトメント」収録/2017年）
  - 「ユラユラ」サウンド・プロデュース担当（Single「裸の心」収録/2020年）
  - 「3636」サウンドプロデュース担当（Album「瞳へ落ちるよレコード」収録/2022年）
- やついいちろう×Sundayカミデ×ナイツ塙「LIFE」（2018年5月30日）
- 菅田将暉「美しい生き物」共作/プロデュース担当（2023年）
- 奇妙礼太郎 feat.菅田将暉「散る 散る 満ちる」プロデュース担当（2023年）
- 奇妙礼太郎Album「奇妙礼太郎」プロデュース担当（2023年）

## Love sofa
クラブイベントとライブハウスイベントを融合させ2000年より定期的に開催
大阪のインディーシーンから数々のミュージシャンを発掘し、コンピレーションCDなどもリリースしている。

## 読書ラバダブ
レゲエのトラックに合わせ自分の言いたい事や好きな歌を乗せ即興で行うラバダブ。
そこに読書の要素を足し、有名な人の本などをその場で読み上げラバダブするというSundayカミデ独自のDJスタイル。
まとめサイトまで登場!! 
「読書ラバダブ」が今いろんなライブ会場で話題！そもそも読書ラバダブって何？

## SUNDAY BODY NAVIGATION
Sundayカミデ（スポーツジムでの現役トレーナー）によりマンツーマンスタジオレッスン。https://www.sundaykamide.com/sundaybodynavigation

## CM
- 東洋水産「マルちゃん赤いきつねと緑のたぬき~最後の夏~」CM（赤マルダッシュ⭐︎「食べて、笑って、生きていく。」作詞・作曲）2014年
- ソフトバンク「Google Play Music 90日間無料キャンペーン」CM（天才バンド「ダラダラ」） 2016年
- 久光製薬 「エアーサロンパス〜みんなのエアサロ〜」CM 2016年
- 集英社 「秋マン!!2016」 WEBCM 2016年
- 明治「明治濃厚チーズリゾット〜美女の口元〜」WEBCM　2017年
- 京都大学野生動物研究センター オリジナルムービー(歌唱＆作曲) 　2019年
- サッポロ「バリキング」WEB CM　(2020年）

## 出演

### テレビ
- SSTV「World Music Summit〜知られざるギネス世界記録〜」（2015年12月）
- フジテレビ「魁！音楽」ゲスト出演（2016年2月11日）
- フジテレビ「アフロの変」ゲスト出演（2016年3月3日）
- フジテレビ「ど夜中フェス」（2016年10月7日）
- BS12「BOOKSTAND.TV」（2019年11月1日）
- フジテレビ「Love music」（2019年12月22日)
- テレビ朝日「関ジャム完全燃SHOW」（2022年9月9日)

### ラジオ
- FM横浜「YMA Annex〜SundayカミデのHEY！タクシー〜」（2016年1月-3月レギュラー）
- 文化放送「芝浦音楽倉庫〜SHIBAURA MUSIC SHED〜」(2019年10月〜）
- ニッポン放送「笑福亭鶴瓶 日曜日のそれ」（2020年3月1日）

### ドラマ
- 左ききのエレン（2019年、MBS)
- おいハンサム!! 第6話（2022年2月12日、東海テレビ・フジテレビ） - 岩田 役[1]

### その他
- Ustream番組「月曜プリマ」 - 毎週月曜日に大阪某所からUstreamにて放送
- 公開生配信番組「東京プリマ」 - 毎月1回Rethink Loungeからゲストを迎えて公開生配信

＜過去のゲスト＞
ウルフルケイスケ、スーパー・ササダンゴ・マシン、カジヒデキ、塙宣之（ナイツ）、たなかみさき(イラストレーター）、麻美ゆま、ゲッターズ飯田、宮川サトシ（漫画家）、平野ノラ、今立進（エレキコミック）、カンパニー松尾 、やついいちろう（エレキコミック）、奇妙礼太郎　他
- podcast おかしなふたり(2022年9月スタート）

## インタビュー
- 音楽ナタリー「Sundayカミデとは何者なのか？」
- Veemob「ワンダフルボーイズとしてのSundayカミデと、止まらない才能。」
- OTOTOY「過去・現在・未来が織りなすロード・ムービー」
- MIKIKI「ワンダフルボーイズのSundayカミデが語る、〈1人で来てもいい〉2017年のパーティー像」
- リアルサウンド「音楽家・Sundayカミデはどのようにして作られた？」
- リアルサウンド「Sundayカミデが表現する、人生と音楽の歩み」
- DIGLE「Love sofa20周年を前にSundayカミデの歴史を辿る」
- SENSA「Sundayカミデが訴える自分の居場所を守る大切さ」
- リアルサウンド「We are all」インタビュー
- OTOTOY「SundayカミデによるWonderful Orchestra Band始動!」
- MARZEL「大阪が生んだ稀代のPOPMAKER」
- OTOTOY「改めて語られる、ワンダフルボーイズの魅力──積み上げてきた思いの根源に迫る」

### 対談
- ホフディラン小宮山雄飛×ELEKIBASSサカモト×ワンダフルボーイズSundayカミデ「売れなきゃかっこ悪いのか？ 激動のインディシーン20年を振り返る」
- ナタリー/やついいちろう × Sundayカミデ対談
- ナタリー「あいみょん「青春のエキサイトメント」特集 あいみょん×Sundayカミデ」
- UtaTen「Sundayカミデ×ゆるめるモ！」対談
- Spincoaster 「特別対談 Funkymic × Sundayカミデ」
- OTOTOY「異色対談 : サンデーカミデ×高木三四郎(プロレスラー / DDT代表)」